# Pachylobus
Genre
Pachylobus est un genre d'arbres de la famille des Burseraceae.

## Liste des espèces
Selon GBIF (2 septembre 2024) :
- Pachylobus bampsiana (Pierlot) Byng & Christenh.
- Pachylobus buettneri (Engl.) Guillaumin
- Pachylobus camerunensis (Onana) Byng & Christenh.
- Pachylobus ebatom (Aubrév. & Pellegr.) Byng & Christenh.
- Pachylobus edulis G.Don
- Pachylobus heterotrichus Pellegr.
- Pachylobus igaganga (Aubrév. & Pellegr.) Byng & Christenh.
- Pachylobus klaineana (Pierre) Engl.
- Pachylobus ledermannii Engl.
- Pachylobus leonardianus (Pierlot)
- Pachylobus letestui Pellegr.
- Pachylobus macrophyllus (Oliv.) Engl.
- Pachylobus normandii (Aubrév. & Pellegr.) Byng & Christenh.
- Pachylobus osika Guillaumin
- Pachylobus pubescens Vermoesen
- Pachylobus tessmannii Engl.
- Pachylobus trapnellii (Onana) Byng & Christenh.
- Pachylobus trimerus (Oliv.) Guillaumin
- Pachylobus villiersiana (Onana) Byng & Christenh.

## Systématique
Le nom correct complet (avec auteur) de ce taxon est Pachylobus G.Don (1832).